# PIROC
PIROC of Pantser Infanterie Rij Opleiding Centrum was een opleidingskazerne in het Prinses Irenekamp van de Nederlandse Koninklijke Landmacht, dat destijds in de Noord-Brabantse gemeente Veldhoven lag. PIROC diende als militaire rijschool en heeft bestaan van 1962 tot 2001. Halverwege die periode verschafte de kazerne werk aan duizend mensen. Daarna werd de opleiding verplaatst naar een nabije kazerne. Na de sloop in 2003 is op het terrein een Eindhovense woonwijk gebouwd.

## Geschiedenis
PIROC werd in 1962 ingericht in het Prinses Irenekamp. Dit werd ook wel Kamp Zeelst genoemd, naar het naastgelegen kerkdorp Zeelst, dat later opgegaan is in de Veldhovense bebouwing.
Het Prinses Irenekamp bestond sinds 1953. Daarvoor was het een basiskamp van de Britse Royal Air Force dat in de laatste fase van de Tweede Wereldoorlog was opgezet ten behoeve van de nabijgelegen Vliegbasis Eindhoven. De Britten gaven het voormalige RAF-kamp pas in 1961 vrij, waardoor er aan de zuidrand van de vliegbasis ruimte kwam voor PIROC. Staatssecretaris Calmeyer opende het complex officieel op 11 januari 1963, terwijl er nog druk gebouwd werd.
Aanleiding tot de oprichting van PIROC was de aanschaf van de AMX-PRI, een gepantserd gevechtsvoertuig op rupsbanden. Om het kamp tot rijschool in te richten breidde de landmacht het terrein uit met onder meer 14 kilometer betonbaan. Typerend waren de krakelingen, betonnen oefenbanen die in een dergelijke vorm waren aangelegd. Vanaf 1963 werden er chauffeurs, hulpchauffeurs en boordschutters voor rups- en wielvoertuigen opgeleid.
Na een basis-rijopleiding kwamen dienstplichtige soldaten naar PIROC voor een opleiding van drie maanden tot AMX-chauffeur. Daarvoor konden zij onder andere in aanmerking komen door hun keuze bij de keuring. Na het behalen van het PIROC-examen werden ze bevorderd tot soldaat eerste klasse en na drie maanden bij de parate troepen tot korporaal.
In de jaren tachtig van de twintigste eeuw werkten op het complex een duizendtal militairen en burgers, er waren 106 rupsvoertuigen en 173 wielvoertuigen. In 1996 werd het oude terrein verkocht en door de stad Eindhoven geannexeerd. De rijopleidingen daar stopten in 2001/2002. Na sloop van het complex werd er in 2003 de woonwijk Meerhoven gebouwd. De rijschool werd drie kilometer verplaatst, naar een terrein tussen het Beatrixkanaal en de Generaal Majoor de Ruyter van Steveninckkazerne. Ook de opleidingen van de rijschool in Venlo verhuisden naar dit nieuwe complex.